# Породица Лацковић
Лацковићи су били чланови племићке породице из Краљевине Угарске и Хрватске, која је управљала деловима Трансилваније. Носили су титулу ердељског војводе у 14. веку. Породица Лацковић била је једна од најпрестижнијих породица у Краљевини Мађарској из 14. века за време владавине Капетанске куће Анжујске. Породица је такође дала неколико банова Хрватске (укључујући Славонију и Далмацију) и Бугарске и имала је титуле палатина (надора) Угарске и задарског кнеза, грофа Сан Северина и Сера, као и вицекраља Напуљског краљевства. После Сигисмундовог ступања на престо и Крижевачког крвавог сабора (1397), породица је изгубила сав свој политички утицај.

## Порекло
Породица је почела са Лаком, грофом Секеља из клана Херман (Хермањ) за коју се сматра да потиче од породице Рабс из Рабс ан дер Таја у Доњој Аустрији, касније господара Нирнберга . Теорија каже да су стигли 995. године заједно са Жизелом од Баварске и да су се настанили у јужном делу Панонског басена . Његови потомци су узели име Лацкфи што значи Лаков (Лачков) син. Након Крвавог крижевачког сабора су изгубили највећи део свог утицаја, а преостала грана породице се настанила имањима у Крижевачкој жупанији, која је саставни део данашње Хрватске.
Претходно се веровало да је породица настала са Ладиславом Каном као огранком Канове породице . Породица Лак де Санто није била у сродству са Лакфисима.

## Чланови породице
Истакнути чланови породице Лацковић укључују:
- Лак, гроф од Секеља (1328–1343).
- Стефан I (хрватски : Стјепан, мађарски : Истван), међимурски господар, ердељски војвода (1344–1350), бан (гувернер) Хрватске, Славоније и Далмације (1350–1352).
- Андрија (мађарски: Андрас), војвода Трансилваније (1356–59), намесник Напуља (1350–1352).
- Никола I (мађарски: Миклос), бан славонски (1342–43), ердељски војвода (1367–1369).
- Денис I (хрватски: Дионизије, мађарски: Денеш), кнински (1348–1349) и загребачки (1349–1350) бискуп, калочки надбискуп (1350–1356).
- Стефан II (умро 1397), господар Међимурја, Лендаве, Винице и Кештеља, бан хрватски (1371–1372; 1382–1386), ердељски војвода (1372–1376), палатин Угарски (1387–1392) задарски кнез (1383, 1387-1388, 1391-1392).
- Емерик I (хрватски: Мирко, мађарски: Имре), ердељски војвода (1369–1372), бан Бугарски (1365–1366), бан Хрватске, Славоније и Далмације (1368), задарски кнез (1368–69).
- Денис II (хрватски: Дионизије, мађарски: Денеш), ердељски војвода (1359–1367).
- Ђорђе I (хрватски: Јурај, мађарски: Ђерђ), бан Мачвански (1392–1393).